# Сасо (Падова)
Сасо је насеље у Италији у округу Падова, региону Венето.
Према процени из 2011. године у насељу је живело 90 становника. Насеље се налази на надморској висини од 1 m.